# Norra Kanada

Norra Kanada, så som det definieras politiskt

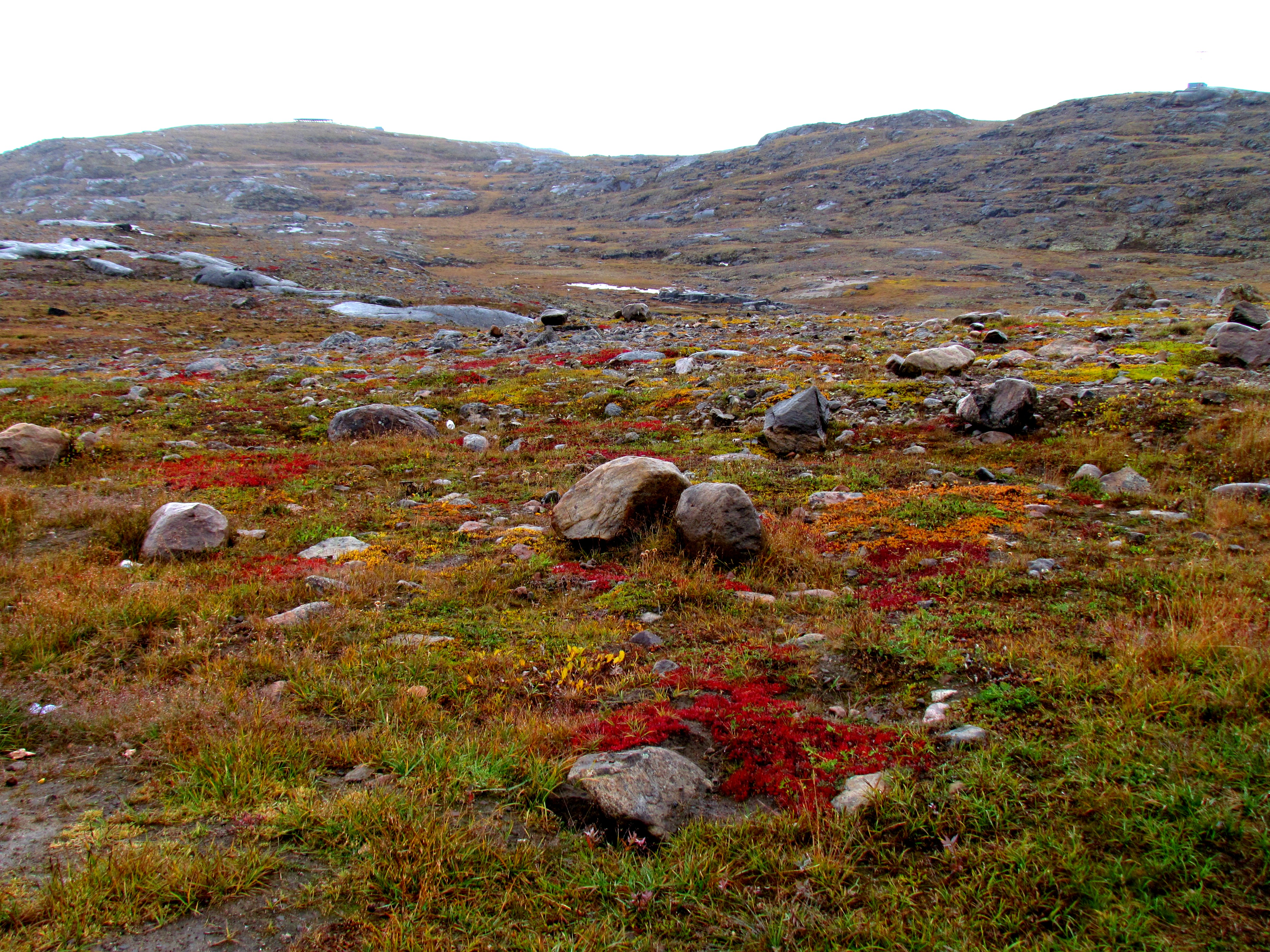
Nunavuts tundra i september 2011.

Norra Kanada (engelska: Northern Canada, franska: Nord canadien), Arktiska Kanada (engelska: Arctic Canada, franska: Arctique canadien) eller Kanadensiska Arktis är den nordliga regionen i Kanada inom geografi och politik. Politiskt sett syftar begreppet på territorierna Yukon, Northwest Territories och Nunavut. Andra delar som ibland omfattas är Nunavik och norra Labradorhalvön.
1925 gjorde Kanada anspråk på ett större område i Arktis.

### Fotnoter
1. ↑  ”Territorial Timeline: 1920-1949” (på engelska). Historical Atlas. Arkiverad från originalet den 2 juli 2016. https://web.archive.org/web/20160702050525/http://www.historicalatlas.ca/website/hacolp/national_perspectives/boundaries/unit_17/u17_timeline/U17_timeline_1920_1949.htm. Läst 7 november 2015.